# Site archéologique de Benfeld
Le site archéologique de Benfeld est un monument historique situé à Benfeld, dans le département français du Bas-Rhin.

## Localisation
Ce lieu est situé ehl Raessler à Benfeld.

## Historique
Ce lieu fait l'objet d'une inscription au titre des monuments historiques depuis 1976.